# Señorita Pólvora
Señorita Pólvora es una telenovela producida por Teleset para Sony Pictures Television y Televisa, Fue transmitido en México por Canal 5* de Televisa, así como en Latinoamérica se transmitió por TNT. Es protagonizada por Camila Sodi, Iván Sánchez y José María de Tavira. Es la historia  de una Reina de Belleza, quién consigue implicarse con los narcotráficos, los cuales dirigen a la muerte prematura de su padre.

## Sinopsis
Señorita Pólvora sigue a Valentina, una joven hermosa y rica que se enamora de un narco y así descubre que el amor de su vida, y su propia familia, pertenecen a uno de los más potente cárteles del narcotráfico de México. La crónica de su vida explosiva y su descenso gradual al mundo del delito, donde un periodista intenta rescatar la Reina mortal de belleza.

## Reparto
| Actor                | Carácter                                             |
| -------------------- | ---------------------------------------------------- |
| Camila Sodi          | Valentina Cardenas/Vale/Escuincla/"Señorita Polvora" |
| Iván Sánchez         | Miguel Galindo / M8 / Miky                           |
| José María de Tavira | Vicente Martínez                                     |
| Saúl Lisazo          | Octavio Cárdenas                                     |
| Eréndira Ibarra      | Tatiana Hucke                                        |
| Oka Giner            | Emilia Marín                                         |
| Max Flores           | Ricardo                                              |
| Paulina Gaitán       | Noemí Loaiza "Lady Beretta"                          |
| Alejandro Durán      | Morgan                                               |
| Mauricio Isaac       | Ramiro Aguilar "Diente de oro"                       |
| Mara Cuevas          | Ivonne Marín                                         |
| Mario Zaragoza       | Saúl Pedreros "Lic. Picapiedra"                      |
| Rodrigo Virago       | Germán Castillo "Agente Castillo"                    |
| Lizzy Auna           | Karla                                                |
| Francisco Vázquez    | Capitán Darío Montoya "Lic. Mota"                    |
| Vicky Araico         | Julia Álvarez "Juqui"                                |
| Claudette Maillé     | Alicia Cortés “La Pantera"                           |
| Lucero Trejo         | Amalia                                               |
| José Sefami          | Elías Vásquez "Don Elías"                            |
| Hugo Stiglitz        | Isidoro Hernández                                    |
| Emilio Savinni       | Salomón Flores                                       |
| David Medel          | Marcos Pineda                                        |
| Dino García          | Jacinto Marín                                        |
| Sharon Zundel        | Adelaida Hernández Morán                             |
| Camila Selser        | Zoe                                                  |
| Anilu Pardo          | Coronel Guadalupe Imperial                           |

## Banda sonora
| Pista | Canción          | Cantante (s)   |
| ----- | ---------------- | -------------- |
| 1     | "Me encanta"     | Carla Morrison |
| 2     | "Badlands"       | Damon Baxter   |
| 3     | "Cosas extrañas" | Él & Ella      |